# Сборная Саудовской Аравии по хоккею с шайбой
Сборная Саудовской Аравии по хоккею с шайбой - национальная хоккейная команда, представляющая Саудовскую Аравию в международных и товарищеских матчах. В настоящее время официально не признана IIHF.

## История
В начале в хоккей в стране играли исключительно на любительском уровне, а все матчи проводились на катке торгового центра в Эр - Рияде. Первый в королевстве ледовый дворец североамериканского типа был построен в 1990 году.
Впервые любительскую сборную в стране создали в 1994 году для участия в товарищеском турнире в Дубае, костяк той команды составляли игроки финского и канадского происхождения. Одним из членов и инициаторов создания команды являлся принц Ахмед Аль Сауд, ставший большим поклонником хоккея после нескольких лет жизни в Нью - Йорке.
Свой первый официальный матч сборная сыграла 25 мая 2010 года, уступив Кувейту со счетом 10:3 в рамках чемпионата Персидского залива, который проходил в городе Эль-Кувейт. Во второй игре на турнире Саудовская Аравия встретилась с командой ОАЭ  - будущим чемпионом соревнований, проиграв со счетом 1:14. В своей последней игре на турнире саудовцы обыграли Оман (3:1), тем самым одержав первую в своей истории победу. После 2010 года сборная Саудовской Аравии в международных турнирах участия не принимала.